# الیکا، بخش پارنو
الیکا، بخش پارنو (به لاتین: Allika, Pärnu County) یک روستا در استونی است که در شهرستان پارنو واقع شده‌است.

## خصوصیات
الیکا ۱۴ نفر جمعیت دارد.